# Райтман, Джейсон
Дже́йсон Ра́йтман (англ. Jason Reitman, род. 19 октября 1977) — канадско-американский кинорежиссёр, сценарист и продюсер. Сын режиссёра Айвана Райтмана.

## Молодость
Джейсон Райтман родился в Монреале, Квебек, и был первым ребёнком в семье канадского режиссёра еврейского происхождения Айвана Райтмана и франкоканадской актрисы Женевьевы Робер. У Джейсона Райтмана есть две младших сестры, Кэтрин и Кэролайн. Его отец поставил такие успешные фильмы, как «Охотники за привидениями», «Близнецы», «Джуниор» и некоторые другие. В 16 лет Джейсон по собственным словам был «лузером, киноманом, застенчивым». В конце 1980-х годов Райтман начал появляться в маленьких ролях в кино и был ассистентом своего отца на производстве фильмов. Он провёл много времени в монтажных комнатах, изучая все тонкости и секреты ремесла. Когда Райтману было уже за 20, ему предлагали стать режиссёром нескольких коммерческих проектов, но он от всего отказывался ради собственных короткометражек и создания рекламы. В частности, ему предлагали сделать фильм «Где моя тачка, чувак?» в двух частях, но ему это предложение не понравилось.

## Кинокарьера

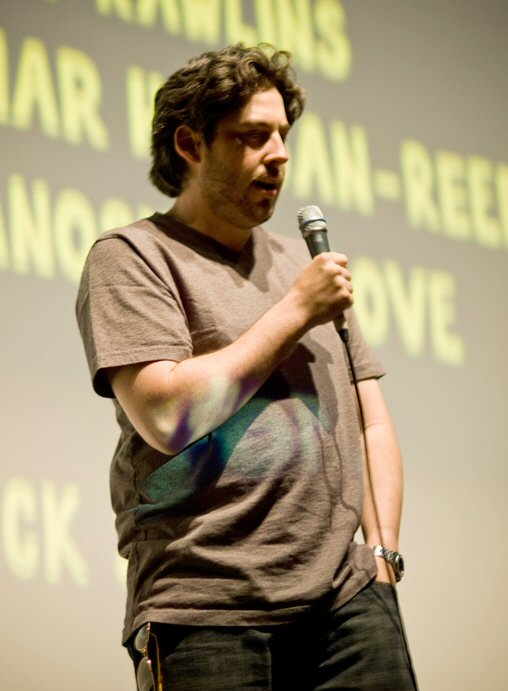
Джейсон Райтман на кинофестивале в Торонто в 2007 году

В 2005 году на экраны вышел первый полнометражный фильм Райтмана «Здесь курят». Райтман, адаптировав одноимённый роман Кристофера Бакли в сценарий, из которого, в конечном счёте, и сделал фильм. Кино получилось коммерчески успешным, получив в прокате по всему миру 39 миллионов долларов, и удостоился двух номинаций на «Золотой глобус». После успеха «Здесь курят» Райтман упоминал в интервью, что его следующий фильм будет адаптацией другой книги (на сей раз сатиры про офисный планктон). Он также заявил, что у него есть планы и дальше сотрудничать с Бакли. Первую часть плана он реализовал, сняв «Мне бы в небо», а проект с участием Бакли пока не реализован.
Его второй проект, «Джуно», привёл в восторг публику на своём премьерном показе на кинофестивале в Торонто в 2007 году. В декабре того же года фильм был выпущен в прокат. «Джуно» получил очень высокие оценки в среде киноведов (это самый любимый фильм известного кинокритика Роджера Эберта в 2007 году), и получил номинации на «Оскар» в категориях: «Лучший фильм», «Лучшая женская роль» (Эллен Пейдж), «Лучший оригинальный сценарий» (Диабло Коди) и сам Джейсон Райтман в категории «Лучший режиссёр». Кроме того, за режиссуру этой киноленты Райтман получил и много других призов и наград. Фильм на настоящий момент собрал в мировом прокате более 230 миллионов долларов, не сумев обойти по сборам среди кинокартин отца только его самую кассовую работу — «Охотники за привидениями».
В марте 2006 года Райтман вместе с продюсером Дэном Дубицки основал кинокомпанию Hard C Productions, в разработке у которой находится несколько проектов. У компании есть договорённость о сотрудничестве с Fox Searchlight Pictures, на киностудии которой создавались первые два фильма Райтмана. Он сам заявил, что через свою компанию попытается создать «маленькую взрывоопасную комедию, которая будет независима, но доступна». Райтман также сказал, что он и Дубицки «хотят делать необычные фильмы и что-нибудь, что сможет повернуть жанр на 180°». Один из следующих проектов Райтмана будет сделан его киностудией. Он будет называться Banzai Shadowhands — это комедия «о некогда великом ниндзя, который живёт сейчас, как простой человек». Должность сценариста предоставлена одному из создателей сериала «Офис» Рэйну Уилсону. Они познакомились на съёмках фильма «Моя супер-бывшая», где у Уилсона была второстепенная роль. Никакой точной даты начала работы над фильмом не объявлено, да и вообще непонятно, начинал писать сценарий Уилсон или нет.
Hard C Productions, в частности, создала чёрную комедию «Тело Дженнифер», где сценаристом выступила Диабло Коди, а в главной роли снялась Меган Фокс.
Третьим проектом Джейсона Райтмана стал фильм «Мне бы в небо». Довольна интересна история написания сценария к этой кинокартине. Одноимённая книга была издана в 2001 году. Шелдон Тёрнер, прочитав книгу, написал на её основе сценарий, который продал Dreamworks в 2003 году. Райтман узнал о романе позже, наткнувшись на него в книжном магазине в Лос-Анджелесе (его привлекла реклама с участием Кристофера Бакли на обложке книги). Райтман убедил своего отца купить права на экранизацию книги, и Айван Райтман заказал сценарий Теду Гриффину, в дальнейшем использовав кое-какие элементы из работы Шелдона Тёрнера. Джейсон Райтман затем разработал свой собственный сценарий, взяв за основу наиболее важные части из сценария Гриффина, который (Райтман об этом не знал) был частично сделан на сценарии Тёрнера. Вещи, придуманные Тёрнером, которые были использованы в концовке фильма, включает в себя и заключительную речь Райана Бингэма, являющейся ключевой в понимании главного героя и его подруг.
Райтман изначально пытался добиться того, чтобы только он значился автором сценария, и позже признался, что был удивлён, когда узнал, что Гильдия сценаристов Америки признала Шелдона Тёрнера соавтором сценария (хотя Райтман утверждает, что никогда его сценарий не читал). Спустя некоторое время, появившись вместе на публике, Тёрнер и Райтман сказали, что они даже рады, что Райтман признал соавторство Тёрнера, и что его вклад в написание сценария существенен и очень важен.
В декабре 2009 года фильм «Мне бы в небо» вышел в прокат. Картина рассказывает о корпоративном юристе Райане Бингэме, который проводит всё своё время в постоянных перелётах и командировках. «Смысл фильма, скрытый под различными увольнениями и экономикой, на самом деле о решении быть человеку одному или нет», сказал Райтман незадолго до премьеры киноленты на больших экранах. Сценарий этого фильма был удостоен премий «Золотой глобус» и BAFTA, а также номинации на «Оскар» в 2010 году. Награды и номинации получили Шелдон Тёрнер и Джейсон Райтман.

## Другие проекты

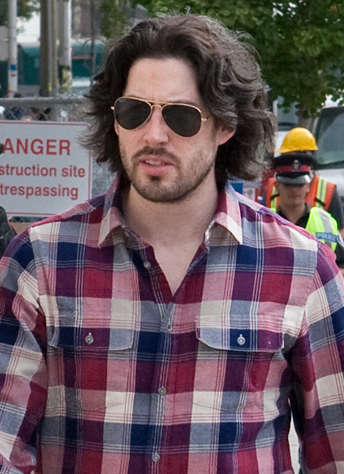
Джейсон Райтман на кинофестивале в Торонто в 2009 году

Помимо полнометражных фильмов, у Райтмана есть ещё 6 короткометражек. Первую из них («Операция») он создал на деньги, которые он заработал на продаже настольных календариков. Премьера фильма состоялась на кинофестивале в Сандэнсе в 1998 году.
На Шоу Говарда Стерна 10 апреля 2008 года ему задали вопрос: «Как считаете, Вы могли бы снять Охотников за привидениями 3?» На это Райтман ответил, что если сравнить его фильмы и фильмы его отца об охотниках на привидений, то будет ясно, что он может снять самую скучную и плохую версию этого фильма, а портить такой хороший фильм в его планах не стоит.
Джейсон Райтман также занимается созданием рекламы. Он, в частности, сделал рекламные ролики для Wal-Mart, Burger King, Nintendo, BMW и Buick. На телевидении Райтман был режиссёром двух эпизодов сериала «Офис» и трёхсерийного скетча для шоу NBC «Субботним вечером в прямом эфире» под названием «Смерть от шоколада» с Эштоном Кутчером в главной роли.

## Личная жизнь
С 2004 по 2014 годы был женат на писательнице Мишель Ли, с которой познакомился на съёмках своей короткометражки «Согласие», где Ли была вместе с Райтманом соавтором сценария. В 2006 году у пары появился ребёнок.
Райтман — либертарианец.

## Фильмография
| Год  |   | Русское название                         | Оригинальное название       | Роль                                 |
| ---- | - | ---------------------------------------- | --------------------------- | ------------------------------------ |
| 1988 | ф | Близнецы                                 | Twins                       | актёр                                |
| 1989 | ф | Охотники за привидениями 2               | Ghostbusters II             | актёр                                |
| 1990 | ф | Детсадовский полицейский                 | Kindergarten Cop            | актёр                                |
| 1993 | ф | Дэйв                                     | Dave                        | актёр                                |
| 1997 | ф | День отца                                | Fathers’ day                | актёр                                |
| 1998 | ф | Операция                                 | Operation                   | режиссёр, продюсер, сценарист, актёр |
| 1999 | ф | Ха                                       | H@                          | режиссёр, сценарист, актёр           |
| 2000 | ф | Богу мы доверяем                         | In God We Trust             | режиссёр, продюсер, сценарист, актёр |
| 2001 | ф | Глоток                                   | Gulp                        | режиссёр, сценарист, актёр           |
| 2002 | ф | Дядя Сэм                                 | Uncle Sam                   | режиссёр, сценарист                  |
| 2004 | ф | Согласие                                 | Consent                     | режиссёр, сценарист                  |
| 2007 | с | Офис                                     | The Office                  | режиссёр                             |
| 2005 | ф | Здесь курят                              | Thank You for Smoking       | режиссёр, сценарист                  |
| 2007 | ф | Джуно                                    | Juno                        | режиссёр                             |
| 2009 | ф | Тело Дженнифер                           | Jennifer's Body             | продюсер                             |
| 2009 | ф | Мне бы в небо                            | Up in the Air               | режиссёр, продюсер, сценарист        |
| 2009 | ф | Хлоя                                     | Chloe                       | продюсер                             |
| 2011 | ф | Бедная богатая девочка                   | Young Adult                 | режиссёр, продюсер                   |
| 2013 | ф | День труда                               | Labor Day                   | режиссёр, продюсер, сценарист        |
| 2014 | ф | Мужчины, женщины и дети                  | Men, Women & Children       | режиссёр, продюсер, сценарист        |
| 2018 | ф | Талли                                    | Tully                       | режиссёр, продюсер                   |
| 2018 | ф | Как не стать президентом                 | The Front Runner            | режиссёр, продюсер, сценарист        |
| 2021 | ф | Охотники за привидениями: Наследники     | Ghostbusters: Afterlife     | режиссёр, сценарист                  |
| 2024 | ф | Охотники за привидениями: Леденящий ужас | Ghostbusters: Frozen Empire | сосценарист, сопродюсер              |
| 2024 | ф | Шоу субботним вечером                    | Saturday Night              | режиссёр, сосценарист, сопродюсер    |

## Награды и номинации
| Премия                              | Год  | Фильм           | Категория                      | Результат |
| ----------------------------------- | ---- | --------------- | ------------------------------ | --------- |
| «Оскар»                             | 2008 | «Джуно»         | Лучший режиссёр                | Номинация |
| «Оскар»                             | 2010 | «Мне бы в небо» | Лучший фильм                   | Номинация |
| «Оскар»                             | 2010 | «Мне бы в небо» | Лучший режиссёр                | Номинация |
| «Оскар»                             | 2010 | «Мне бы в небо» | Лучший адаптированный сценарий | Номинация |
| «Золотой глобус»                    | 2010 | «Мне бы в небо» | Лучший режиссёр                | Номинация |
| «Золотой глобус»                    | 2010 | «Мне бы в небо» | Лучший сценарий                | Победа    |
| BAFTA                               | 2010 | «Мне бы в небо» | Лучший фильм                   | Номинация |
| BAFTA                               | 2010 | «Мне бы в небо» | Лучший адаптированный сценарий | Победа    |
| «Выбор критиков»                    | 2010 | «Мне бы в небо» | Лучший режиссёр                | Номинация |
| «Выбор критиков»                    | 2010 | «Мне бы в небо» | Лучший адаптированный сценарий | Победа    |
| «Независимый дух»                   | 2007 | «Здесь курят»   | Лучший сценарий                | Победа    |
| «Независимый дух»                   | 2008 | «Джуно»         | Лучший режиссёр                | Номинация |
| «Спутник»                           | 2006 | «Здесь курят»   | Лучший адаптированный сценарий | Номинация |
| «Спутник»                           | 2009 | «Мне бы в небо» | Лучший адаптированный сценарий | Номинация |
| «Давид ди Донателло»                | 2010 | «Мне бы в небо» | Лучший иностранный фильм       | Номинация |
| Национальный совет кинокритиков США | 2006 | «Здесь курят»   | Лучший режиссёрский дебют      | Победа    |
| Национальный совет кинокритиков США | 2009 | «Мне бы в небо» | Лучший адаптированный сценарий | Победа    |
| Премия Гильдии режиссёров США       | 2010 | «Мне бы в небо» | Лучший режиссёр                | Номинация |
| Премия Гильдии продюсеров США       | 2010 | «Мне бы в небо» | Лучший фильм                   | Номинация |
| Премия Гильдии сценаристов США      | 2007 | «Здесь курят»   | Лучший адаптированный сценарий | Номинация |
| Премия Гильдии сценаристов США      | 2010 | «Мне бы в небо» | Лучший адаптированный сценарий | Победа    |